# Konrad Mälzig
Konrad Mälzig (* 26. Mai 1900 in Bernstadt an der Weide, Niederschlesien; † 2. November 1981 in Goslar) war ein deutscher Volkswirt, Unternehmer und Politiker (FDP).

## Leben und Beruf
Mälzig wurde als Sohn eines Bauunternehmers geboren. Nach dem Besuch der Schulen in Breslau und Oppeln sowie dem Abitur leistete er 1918 Militärdienst im Ersten Weltkrieg. Er studierte von 1919 bis 1923 Maschinenbau an der Technischen Hochschule Breslau. 1923 wurde er zum Dr. rer. pol. promoviert und nahm ein Jahr später eine Tätigkeit im Hamburger Groß- und Überseehandel auf. Anschließend kehrte er nach Schlesien zurück und arbeitete seit 1925 in der oberschlesischen Eisen- und Stahlindustrie. Von 1927 bis 1937 war er Direktor der Vereinigten Oberschlesischen Hüttenwerke in Gleiwitz und von 1938 bis 1945 Generaldirektor der Portland Cement- und Kalkwerke „Stadt Oppeln“ AG. Außerdem war er Mitglied in diversen Aufsichtsräten und Präsident der Industrie- und Handelskammer von Oppeln.
Nach dem Zweiten Weltkrieg siedelte Mälzig als Heimatvertriebener nach Westdeutschland über und ließ sich im Harz nieder. 1945 gründete er die Norddeutsche Baustoff GmbH in Lautenthal, und 1949 wurde er Geschäftsführer der Kalkwerk Langelsheim GmbH.

## Politik
Mälzig trat bereits zum 1. August 1932 in die NSDAP ein (Mitgliedsnummer 1.219.681).
Nach dem Krieg wurde Mälzig 1948 Mitglied der FDP und 1952 Mitglied des Kreistages des Landkreises Zellerfeld. Im September 1955 wurde er zum Landesvorsitzenden der FDP Niedersachsen gewählt. Sein Nachfolger in diesem Amt wurde 1956 Carlo Graaff.
Mälzig wurde am 26. Mai 1955 als Minister für Aufbau in die von Ministerpräsident Heinrich Hellwege geführte Regierung des Landes Niedersachsen berufen. Nachdem die FDP sechs Mitglieder der Deutschen Reichspartei als Gäste in ihre Landtagsfraktion aufgenommen hatte, kündigte Hellwege am 6. November 1957 die Regierungskoalition auf, woraufhin Mälzig aus der Regierung ausschied und das Aufbauministerium aufgelöst wurde. Bei der Bundestagswahl 1961 wurde er in den Deutschen Bundestag gewählt, dem er bis 1965 angehörte.

## Ehrungen
- Niedersächsischer Verdienstorden, 1964